# 昌平橋架道橋

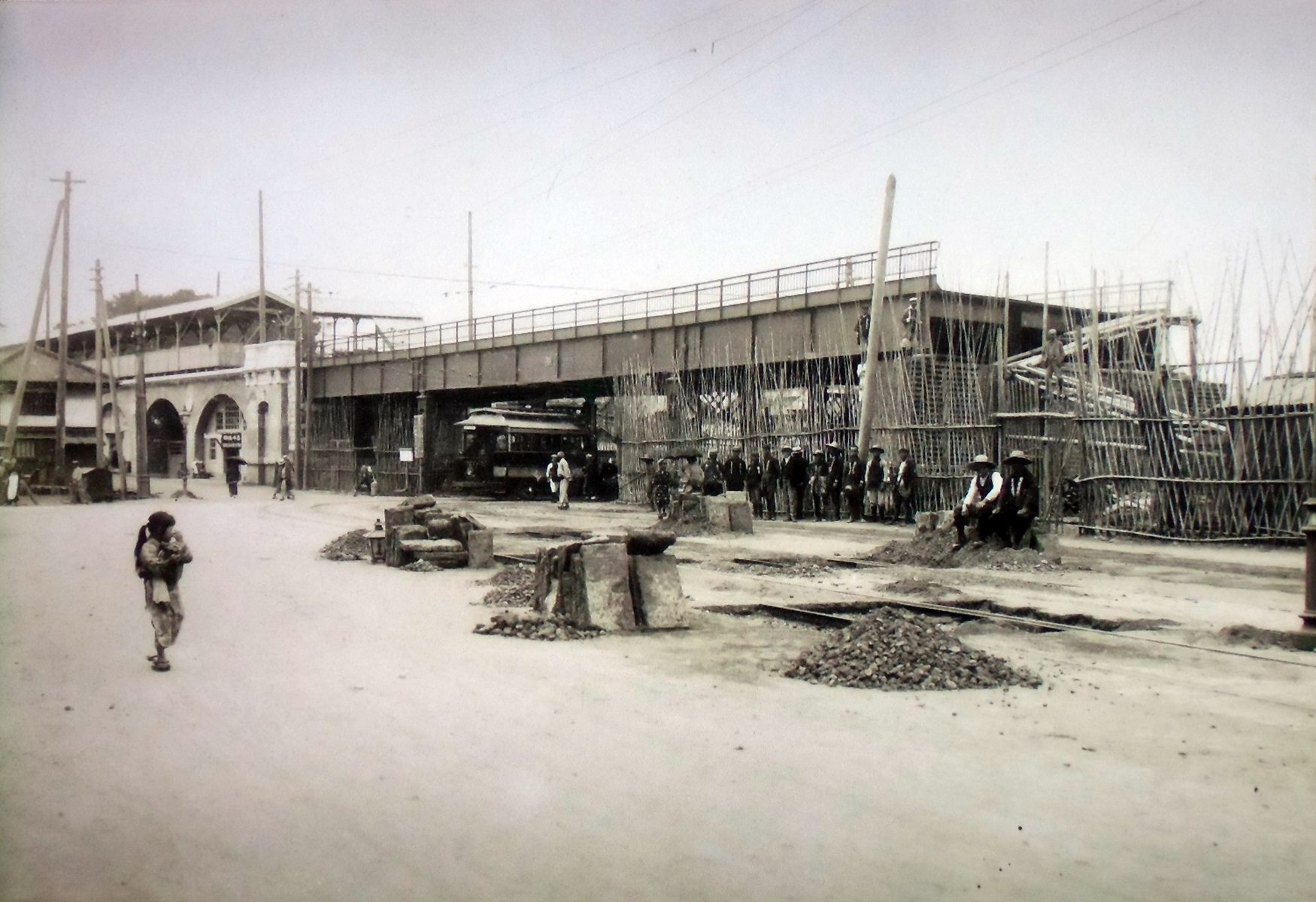
架設された昌平橋架道橋と昌平橋駅
1908年（明治41年）7月撮影

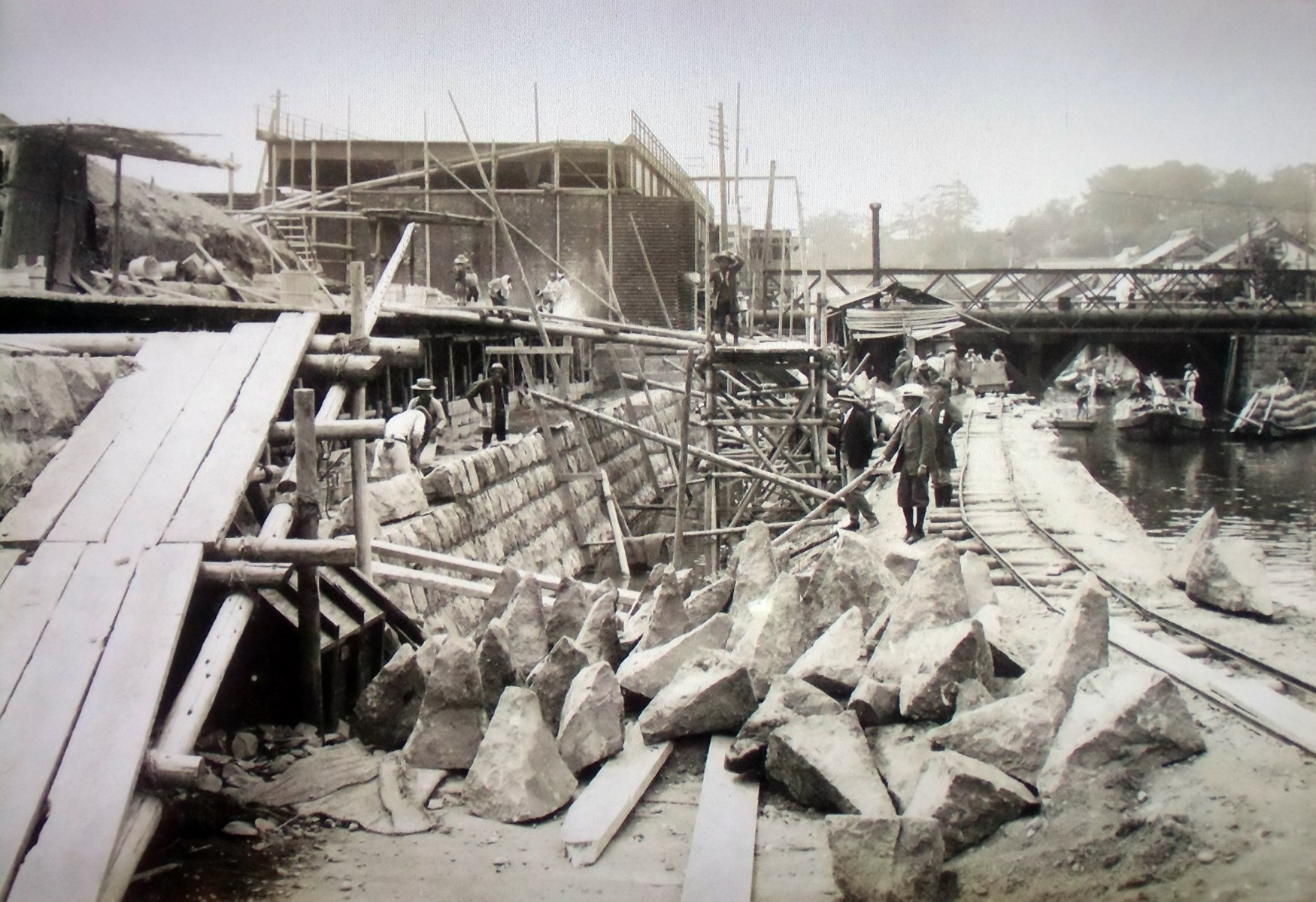
護岸構築中の万世橋高架橋。後方は昌平橋架道橋と架け替え前の昌平橋（土橋）
1908年（明治41年）7月撮影

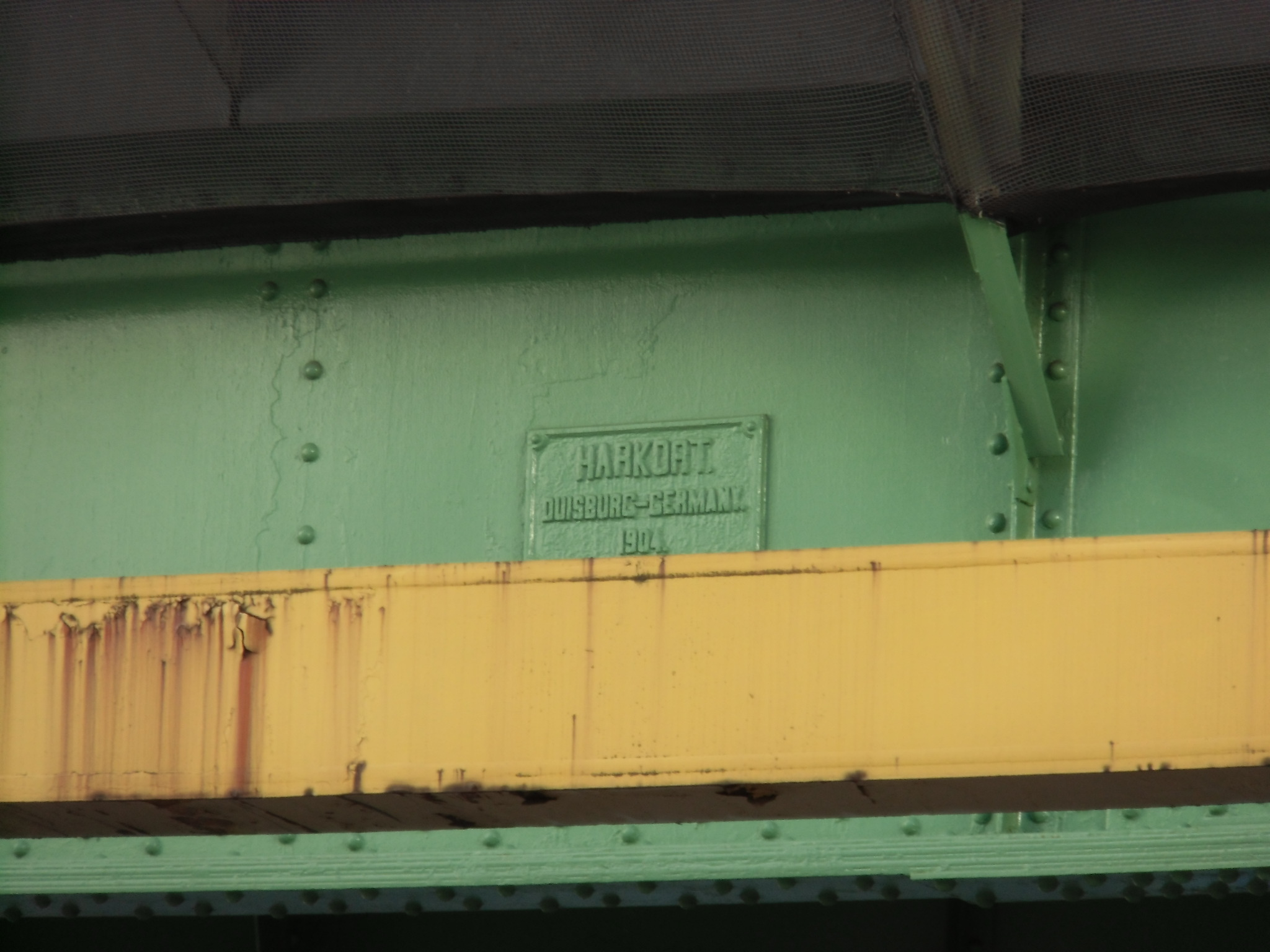
ハーコート社の製造銘板。2013年（平成25年）10月

昌平橋架道橋（しょうへいばしかどうきょう）は、東京都千代田区神田須田町一丁目・神田淡路町二丁目にある鉄道橋（架道橋）である。東日本旅客鉄道（JR東日本）中央本線を通している。

## 概要
中央本線が昌平橋駅から万世橋駅まで延長された際、昌平橋駅 - 万世橋駅間（紅梅河岸高架橋 - 万世橋高架橋間）の一等道路第二類の道路（現在の外堀通り）に架けられた橋梁である。
本橋梁は1904年（明治37年）製造のドイツ・ハーコート（Harkort'sche Fabrik）製で、「HARKORT. DUISBURG-GERMANY. 1904.」と記された銘板が付けられている。本橋梁の御茶ノ水方の煉瓦造りの橋台は紅梅河岸高架橋と一体になっており、神田方の煉瓦造りの橋台は万世橋高架橋と一体になっている。本橋梁の北側には昌平橋が神田川に架かっている。
なお、本橋梁は現用、現位置でバックルプレート（凹鈑）桁のまま残る日本最古の桁とされる。

## 諸元
- 種別 - 鋼鉄道橋
- 形式 - 上路4主桁カンチレバー式プレートガーダー（架け違い式）、道床式バックルプレート桁
- 橋長 - 44.2m
- 径間数 - 3径間
- 支間 - 12.70m + 20.15m + 12.70m
- 線数 - 複線（3線）
- 鋼重 - 367.814tf
- 活荷重 - 88tf機関車（ドイツ式示方書KS-12相当）
- 竣工 - 1908年（明治41年）7月[2]
- 施主 - 甲武鉄道
- 橋梁設計 - ハーコート
- 橋桁製作 - ハーコート（1904年銘）
- 下部工形式
  - 橋台 - 煉瓦造
  - 橋脚 - 鋼製支柱
- 基礎工形式
  - 橋台 - 木杭
  - 橋脚 - 木杭

## その他
橋桁は、御茶ノ水駅 - 水道橋駅間の新水道橋架道橋、水道橋駅 - 飯田橋駅間の小石川橋通り架道橋（どちらも中央緩行線）と同時期に製作されたものである。